# Jianwen

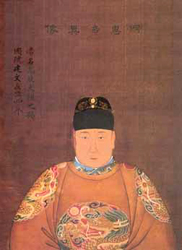
Retrato de Imperador Jiawen

O imperador Jianwen  (chinês: 建文帝 ;  5 de dezembro 1377  – ? ), nome pessoal Zhu Yunwen (朱允炆) . O segundo Imperador da Dinastia Ming , reinou de 1398 até 1402.
O nome de era de seu reinado " Jianwen " significa : ("estabelecer civilidade") representou uma mudança que Hongwu,o nom de era de seu avô e predecessor o Imperador Hongwu , que significa : ("vastamente martial") .